# サン・アンドレウ・ジャズ・バンド

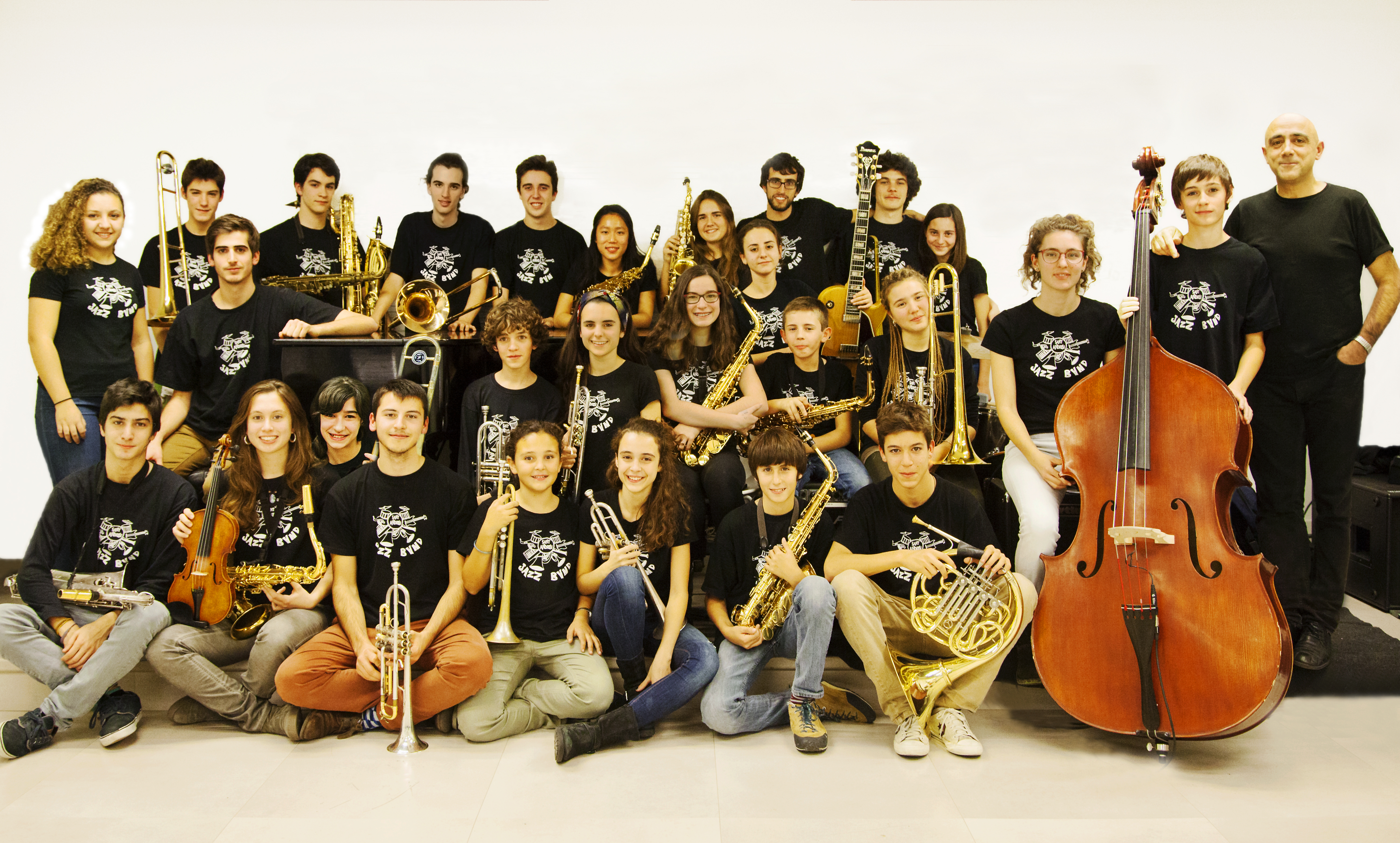
2016年

サン・アンドレウ・ジャズ・バンド（英: Sant Andreu Jazz Band）は、バルセロナの青少年ジャズバンドである。7歳から20歳までの青少年が参加する。バンドリーダーはジョアン・チャモロ。

## 略歴
2006年にサン・アンドレウ市立音楽学校で設立された。カタルーニャをはじめ、スペインのその他の地域や近隣諸国の数多くのコンサートや祭りで演奏してきた。2009年に初のライブCD/DVD『Jazzing: Live at Casa Fuster』をリリースした。これには、名声が確立したジャズミュージシャンと共に、早熟の14歳アンドレア・モティス、その他の若い才能が参加している。
2010年はバンドにとって飛躍の年となった。20以上の祭り（バーユス、タラサ、ジローナ、バルセロナ、プラッジャ・ダロ）、el Jamboree、カタルーニャ音楽堂、JazzSi、Casa Fusterホテルのような伝説的な会場に登場し、ディック・オーツ、ケン・ペプロウスキー、ボビー・ゴードン、ペリコ・サンビート、イグナシ・テラザ、マシュー・サイモン、エステーヴェ・ピィのような国際的な演奏家を客演に迎えた。また、2枚目のアルバム『Jazzing vol.2』をリリースした。
2012年、映画監督Ramón Tortがバンドの作品と取り組みに基づくドキュメンタリー『A film about kids and music』を製作した。このドキュメンタリーは2013年にテキサス州オースティンで開かれたLights. Camera. Help. フェスティバルにおいて最優秀作品賞を受賞した。

## ディスコグラフィー

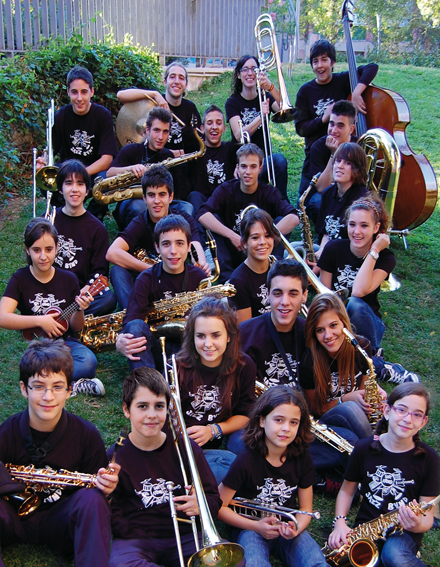
2010年

- 2009: Jazzing 1 (Live at Casa Fuster)
- 2010: Jazzing 2 (Live at Barcelona)
- 2011: Jazzing 3, Live at el Palau de la Música  (featuring Terell Staford, Wycliffe Gordon（英語版）, Jesse Davis, Ricard Gili, Josep Traver and Esteve Pi)
- 2012-13: Jazzing 4 vol. 1 and 2  (two CDs) (with Dick Oatts, Scott Robinson（英語版）, Scott Hamilton（英語版）, Victor Correa, Ricard Gili and Ignasi Terraza)
- 2014: Jazzing 5 (featuring Scott Robinson, Dick Oatts, Perico Sambeat, Ignasi Terraza, Josep Traver, Esteve Pi, Josep Maria Farràs, Toni Belenguer and Curro Gálvez)
- 2015: Jazzing 6 vol. 1 and 2 (two CDs) (featuring John Allred（英語版）, Joel Frahm, Luigi Grasso, Jon-Erik Kellso, Ignasi Terraza, Josep Traver and Esteve Pi)
- 2016: Jazzing 7 (featuring Luigi Grasso, Enrique Oliver, Ignasi Terraza, Josep Traver, Esteve Pi, Toni Belenguer, Eva Fernández and Magali Datzira)
- 2017: Jazzing 8 vol. 1 + 2 + 3 (three CDs) (featuring Perico Sambeat, Luigi Grasso, Joe Magnarelli（英語版）, Fredrik Norén（英語版）, Christoph Mallinger, Andrea Motis, Pasquale Grasso, Luca Pisani, Ignasi Terraza, Josep Traver and Esteve Pi)